# Ari Emanuel
 (janvier 2012).
Si vous disposez d'ouvrages ou d'articles de référence ou si vous connaissez des sites web de qualité traitant du thème abordé ici, merci de compléter l'article en donnant les références utiles à sa vérifiabilité et en les liant à la section « Notes et références ».
Pour les articles homonymes, voir Emmanuel.
Ariel « Ari » Zev Emanuel (29 mars 1961) est un agent de stars américain, fondateur de Endeavor Talent Agency à Beverly Hills en Californie. Il est codirecteur avec Patrick Whitesell de William Morris Endeavor Entertainment (WME), qui a succédé à Endeavor Talent Agency (en) après fusion avec William Morris Agency. Par la suite, son groupe achète International Management Group (IMG), formant ainsi le conglomérat WME-IMG. Il est très influent dans le domaine du divertissement aux États-Unis, touchant initialement le cinéma, puis la mode ou le sport.

## Biographie
Son père pédiatre arrive aux États-Unis en 1948, venant de Jérusalem. Ari Emanuel, né à Chicago, a deux frères, Zeke (en) et Rahm et une sœur adoptée ; les carrières prestigieuses des trois frères font qu'ils seront parfois surnommés « The Jewish Kennedys ». Enfant, il est dyslexique et hyperactif (TDAH),.
Il débute comme agent à New York en 1983 auprès de Robert Lantz. Quatre ans plus tard il part pour Los Angeles et entre à la Creative Artists Agency. Par la suite, il travaille chez InterTalent puis International Creative Management (en) (ICM). En 1995, il fonde sa propre entreprise avec certains clients d'ICM.
Voyant la fonction d'agent péricliter face aux changements du cinéma (moins de films, moins de ventes de DVD…), Ari Emanuel réinvente ce métier en se diversifiant pour élargir la palette d'offres qu'il peut présenter à ses clients : il gère ainsi non plus seulement la carrière, mais des projets complets allant du financement, production, réalisation ou marketing liés aux films, tâches précédemment allouées aux studios hollywoodiens.
Au cours de sa carrière, il représente en tant qu'agent Martin Scorsese, Larry David, Michael Moore, Matt Damon, Sacha Baron Cohen, Conan O'Brien, Mark Wahlberg, Robert Redford, James Franco, Halle Berry, Susan Sarandon, Beyonce Knowles, Val Kilmer, Christopher Walken, Samuel L. Jackson, Mickey Rourke, Emma Stone ou Charlize Theron. Sa relation spéciale avec ses clients, et sa stature dans l'industrie du spectacle, ont suscité au fil du temps différents hommages et quelques parodies, dont le personnage de Bob Odenkirk dans The Larry Sanders Show et Ari A. Gold dans la série télévisée Entourage.
Il est également membre du conseil d'administration de Live Nation.
En 2014 WME achète, pour la somme estimée de 2,3 milliards de dollars, le groupe IMG, mettant ainsi la main sur des événements sportifs internationaux et des joueurs renommés, des fashion weeks dont trois des quatre plus prestigieuses (New York, Londres et Milan), ou encore l'agence de mannequins IMG Models.
Souvent surnommé le « superagent » et devenu « incontournable », Ari Emanuel est considéré comme le patron le plus puissant de l’industrie américaine du spectacle. Son carnet d'adresses et son influence lui permettent d'être « tout-puissant » à Hollywood. Le groupe WME, appartenant pour pratiquement un tiers à Silver Lake Partners (en), touche les domaines du théâtre, du cinéma, de la musique, de l'événementiel de la littérature. Si c'est un personnage public et célèbre aux États-Unis, il ne donne malgré tout aucune interview le concernant personnellement.
Ari Emanuel a inspiré le personnage d'Ari Gold dans la serie Entourage.

## Engagement politique
Grand donateur démocrate, il annonce suspendre le financement de la campagne présidentielle de Joe Biden après la contre-performance de ce dernier le 27 juin 2024 lors de son débat télévisé face à Donald Trump.
Par ailleurs, son frère, Rahm, a été chef de cabinet de Barack Obama lorsque celui-ci était à la Maison-Blanche.

### Source
- Sixtine Léon-Dufour, « Ari Emanuel : le seigneur de Hollywood », Madame Figaro,‎ 13 février 2015, p. 64 à 66 (ISSN 0246-5205)